# بریجت جونز: دیوانه آن پسر
بریجت جونز: دیوانه آن پسر (انگلیسی: Bridget Jones: Mad About the Boy) یک فیلم عاشقانه کمدی رمانتیک به کارگردانی مایکل موریس بر اساس فیلمنامه‌ای از هلن فیلدینگ، دن مازر و ابی مورگان است. این فیلم دنباله بچه بریجت جونز (۲۰۱۶) و چهارمین قسمت از مجموعه فیلم‌های بریجت جونز، بر اساس رمانی از فیلدینگ در سال ۲۰۱۳ ساخته شده است.
این فیلم قرار است در ایالات متحده در سرویس استریم پیکاک در ۱۳ فوریه ۲۰۲۵ منتشر شود و در سینماهای بین‌المللی توسط یونیورسال پیکچرز در ۱۴ فوریه ۲۰۲۵ اکران شود.

## ساخت
فیلمبرداری در ۱۰ مه ۲۰۲۴ در استودیوی در لندن آغاز شد. فیلمبرداری در ۸ اوت به پایان رسید.